# 弁護士記章

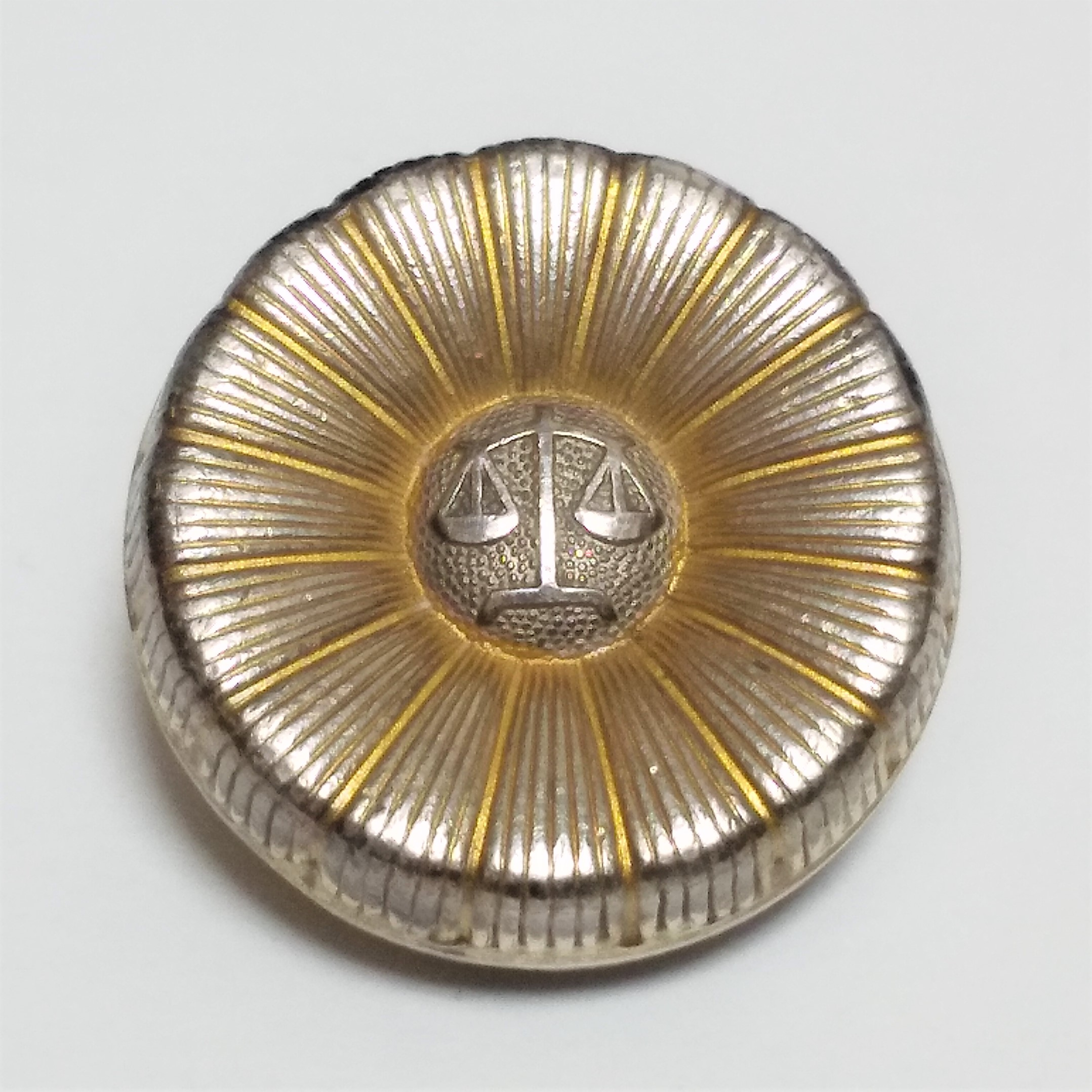
弁護士記章

弁護士記章（べんごしきしょう）は、日本弁護士連合会（日弁連）に登録している日本の弁護士に貸与される記章。俗に「弁護士バッジ」とも呼ばれる。

## 概要

### 記章の形状について
通常のものは金メッキされた純銀製であり、使い込まれたことによってメッキが剥げた場合、あるいは故意にメッキを剥がした場合には、地金の銀が見えてくる。本人の希望により銀製に代えて純金製のものも交付される（弁護士記章規則第3条第3項）。日弁連が商標として登録している。
表面は、16弁のひまわり草の花の中心部に秤1台を配したもので（弁護士記章規則別表）、花弁の部分は金色、中心部地色は銀色である。ひまわりは正義と自由を、秤は公正と平等を意味する。
裏面には「日本辯護士連合會員章」の旧字表記文字及び登録番号が刻印されている（弁護士記章規則別表）。他に「純銀」の品位表記と「造幣局製」の文字がある。紛失等により再発行された記章の場合は再発行の印とその回数も刻印される。
なお、従来男性用スーツの左襟にあるボタン穴への装着を想定してネジ留め式のものが交付されていたが、女性用スーツにはボタン穴が無いことが多いことから、2021年（令和3年）3月に札幌弁護士会がジェンダー平等の観点から交付される記章をピン留め式に変更するよう日弁連へ申し入れた。その結果、2023年（令和5年）12月を目途に全国の弁護士に交付される記章はネジ留め式からピン留め式へ変更する予定となる。

### 身分証としての機能
弁護士記章は、「弁護士名簿に登録したとき」に貸与される（弁護士記章規則第3条第1項）。つまり、司法試験に合格し、司法修習を終え、弁護士として適法に活動できる状態（弁護士法第8条参照）になってはじめて貸与されるものである。弁護士であれば誰でも弁護士記章を持っているため、弁護士記章を見せることで、裁判所への入館や警察署などでの依頼者との接見がスムーズに行える。
日弁連会則第29条第2項本文は、「弁護士は、その職務を行う場合には、本会の制定した記章を携帯しなければならない。」と定め、これを弁護士の身分証としている。かつては、弁護士会発行の身分証明書がなく、弁護士が身分を証明する唯一の手段であった。そのため、弁護士記章規則第4条本文は、「弁護士は、その職務を行なう場合に、裁判所その他の関係人の要求があるときは、その携帯する弁護士記章の番号を示さなければならない。」という定めを置いている。
かつては記章の「帯用」が必要とされていたが、2014年（平成26年）に会則・規則が改正され、「携帯」すれば足りると改められた。現在では、弁護士は記章か身分証明書のいずれかを携帯すればよく、裁判所等の求めに応じて登録番号を示すにあたってもこのいずれかを示せばよい（日弁連会則第29条第2項ただし書き、弁護士記章規則第4条ただし書き）。弁護士記章は日弁連に登録すれば自動的に交付されるが、身分証明書は請求しなければ交付されないため、身分証明書を持たず弁護士記章のみを携帯している弁護士もいる。

### 紛失時の取り扱い
記章は弁護士にとって身分証であるため、その取り扱いは厳重になされている。弁護士が自身の記章を紛失した場合は、「弁護士記章紛失届及び再交付申請書」を日弁連と所属弁護士会に提出する。なお、書面には「紛失した事情」を記載が必要となるが、第二東京弁護士会所属の弁護士でありYouTuberとしても活動している井上拓の解説によれば「不慮の事故」などと記載する弁護士が多いとされている。記章の再交付費用は紛失した弁護士の負担となり、銀製記章の場合は記章代9,430円と官報公告料1,060円が発生する。なお、再交付された記章には裏面に「再」という文字と再交付された回数が記載される（1度目の紛失は「再1」と記載される）。
また、日弁連は弁護士から弁護士記章の紛失届を受けた場合には、直ちに弁護士名簿にその旨を記載し、かつ、官報にその旨を公告するものとされている（弁護士記章規則第8条第1項）。そして、弁護士記章を紛失により再交付したときは速やかに最高裁判所及び検事総長に対し、紛失届のなされた弁護士記章の番号および弁護士の氏名を通知する（同第14条第2項）。

## 弁護士の象徴として
弁護士記章のひまわりにちなんで、弁護士に関係するものに、ひまわりの言葉が用いられることがある。その例としては、次のものなどがある。
- 「ひまわり」 - 弁護士を目指す女性を描いたドラマ。
- 日弁連ひまわり基金法律事務所 - 弁護士過疎解消のために、日弁連等の支援を受けて開設・運営される公設法律事務所。